# Ruine Tegerfelden

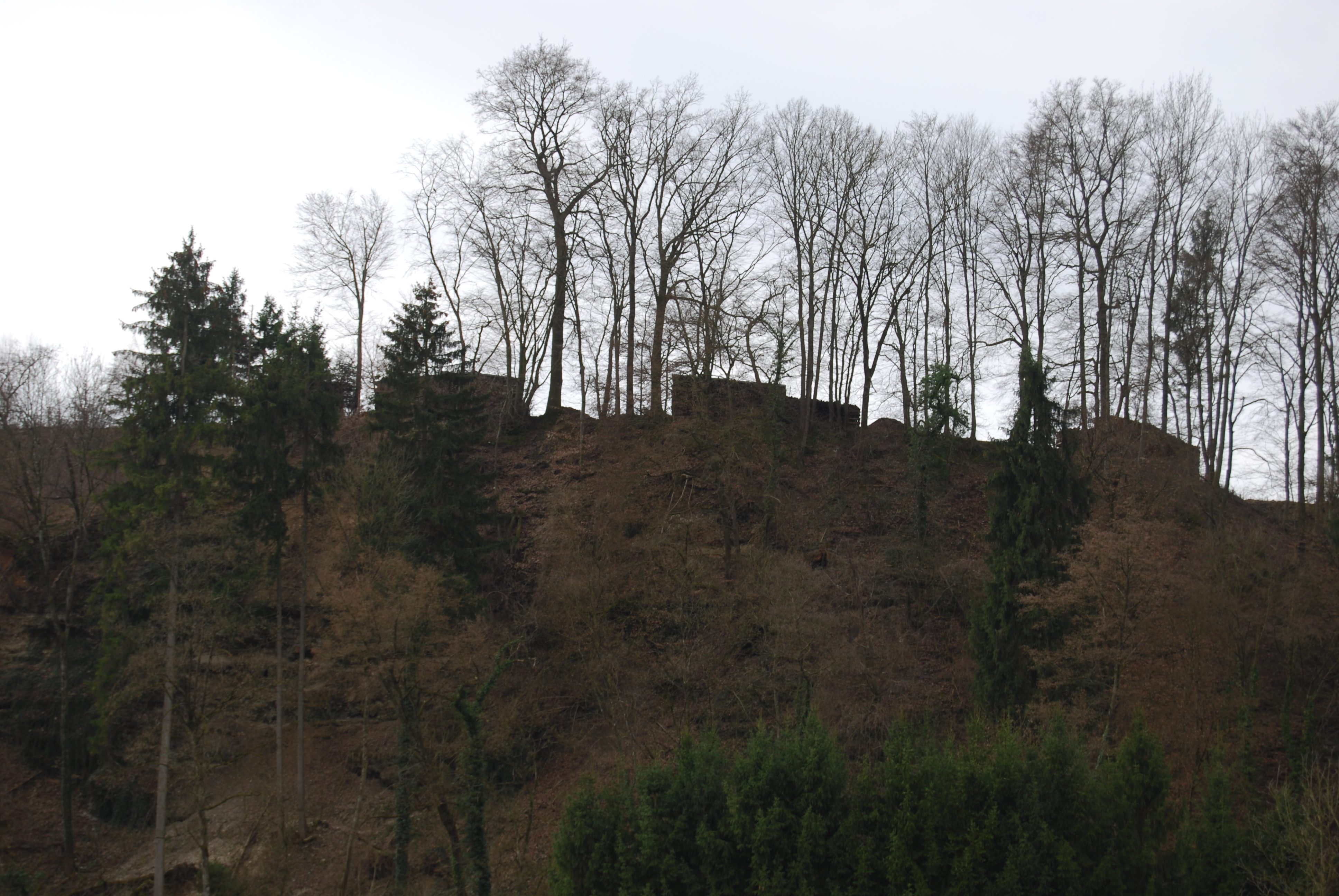
Burgruine Tegerfelden

Die Ruine Tegerfelden ist die Ruine einer ehemaligen Höhenburg in der Schweiz. Sie liegt auf dem Gebiet der Gemeinde Tegerfelden im Kanton Aargau auf einem Felsvorsprung des Ruckfelds. Heute ist die Burg verfallen und es gibt nur noch wenige Überreste.

## Geschichte
Über die Entstehung der Burg Tegerfelden ist wenig bekannt. Sie wurde gegen Ende des 11. Jahrhunderts errichtet und war im Besitz der Freiherren von Tegerfelden, eines Adelsgeschlechts, das mit dem Tod von Walter III. von Tegerfelden (1254 letztmals urkundlich erwähnt) im Mannesstamm ausgestorben ist. Ita, die Erbtochter Walthers, und ihr Ehemann Ulrich von Klingen übernahmen bereits 1236 das väterliche Erbe. In der ersten Bauphase war nur das Herrenhaus aus Stein, die anderen Gebäude aus Holz. Gesichert war die Burg vermutlich mit einer Palisade und zwei Gräben auf der Bergseite der Burg.
Ende des 12. Jahrhunderts wurde die Burg durch ein Feuer zerstört, aber wieder aufgebaut. Der Turm, die Ringmauer und ein weiteres Gebäude waren aus Stein, dazu gab es zwei Riegelhäuser mit Sockelmauern. Anfang des 13. Jahrhunderts kam als Erweiterungsbau ein unterkellertes Riegelhaus dazu. Bereits im Jahre 1269 wird Burg Tegerfelden erstmals in Urkunden als Ruine bezeichnet. So wird erwähnt, dass Walther von Klingen mit Zustimmung seiner Gattin und Töchter „sein Gut zu Tegegerfelden, auf dem vor Jahren die Burg gestanden, die jetzt noch von einem Bollwerk umgeben ist“ an den Bischof Eberhard von Konstanz verkauft. Vermutlich war die Burg bei einem Brand um 1250 zerstört und dann nicht wieder aufgebaut worden. Ein Konrad von Tegerfeld war Mitverschwörer bei der Ermordung Albrechts I. durch Johann Parricida.

## Erforschung
Die Ruine Tegerfelden wurde zwischen 1948 und 1958 archäologisch untersucht. Dabei wurden die Reste des Turms, ein Teil der Ringmauer und der Sockel eines der Häuser konserviert, die übrigen Teile der Burg wieder zugeschüttet. Nachsanierungen folgten 1966, 1971, 1986 und 2008.